# 瓦隆大区
瓦隆大区（法語：Région wallonne，法語發音：[ʁeʒjɔ̃ walɔn]），常以其对应地区“瓦隆尼亚”（法語：Wallonie）称之，是比利時的三个大区之一，位于该国南半部，首府那慕爾。瓦隆大区占比利时全國土地面积的52%，人口則約占全国1/3。在今日瓦隆大區的居民中，除了約九成的法语人口外，也有少數使用德語的人口，主要聚居於東部列日省的东比利时地区。法語和德語都是瓦隆大区的官方語言。

## 名称
瓦隆大区的名称基于历史悠久的瓦隆尼亚（法語：Wallonie）地区，而“瓦隆尼亚”的名称本身又来自“瓦隆”（Wallon），其来自日耳曼语词“Walh”，指与日耳曼人有接触的讲凯尔特语或罗曼语之族群。
“瓦隆”（法語：wallon）一称也是“瓦隆尼亚”的形容词形式（亦指“瓦隆人的”），故瓦隆大区（法語：Région wallonne）意即为“瓦隆尼亚之大区”，而“瓦隆尼亚”在部分语言中也常常用作“瓦隆大区”的同义词。
2010年，瓦隆政府决定推广使用“瓦隆尼亚”一称以取代“瓦隆大区”，不过今天《比利时宪法》中该大区的法定名称仍为“瓦隆大区”。

## 歷史
1970年12月24日，“瓦隆大区”出现在《比利时宪法》中，其规定比利时有三个大区：瓦隆大区、弗拉芒大區与布鲁塞尔大区（Région bruxelloise）。1980年，《关于机构改革的特别法》颁布，瓦隆大区正式成为管理瓦隆尼亚的行政机构。

## 区划
瓦隆大区面积16901平方千米，分为5个省、20个区与262个市镇。
| 省 | 省       | 首府   | 人口 (2019年1月1日) | 面积                     | 人口密度             |
| -- | -------- | ------ | ------------------- | ------------------------ | -------------------- |
| 1  | 埃諾省   | 蒙斯   | 1,344,241           | 3,813 km2（1,472 sq mi） | 353/km2（910/sq mi） |
| 2  | 列日省   | 列日   | 1,106,992           | 3,857 km2（1,489 sq mi） | 288/km2（750/sq mi） |
| 3  | 盧森堡省 | 阿爾隆 | 284,638             | 4,459 km2（1,722 sq mi） | 64/km2（170/sq mi）  |
| 4  | 那慕爾省 | 那慕爾 | 494,325             | 3,675 km2（1,419 sq mi） | 135/km2（350/sq mi） |
| 5  |          | 瓦夫爾 | 403,599             | 1,097 km2（424 sq mi）   | 368/km2（950/sq mi） |